# Oyabe
Oyabe (小矢部市?) è una città giapponese della prefettura di Toyama.